# Тасман Юнайтед
Тасман Юнайтед (англ. Tasman United) — напівпрофесійний новозеландський футбольний клуб з міста Нельсон, який виступає у прем'єр-лізі АСБ.

## Історія

### Передісторія клубу

#### Національна ліга
Першого разу місто Нельсон мало свого представника в елітному дивізіоні національного чемпіонату ще в Національній Лізі Соккеру Нової Зеландії. У сезоні 1977 року кількість команд-учасниць чемпіонату була розширена з 10 до 12 клубів і Нельсон Юнайтед став однією з трьох нових команд. Команда декілька сезонів виступала в чемпіонаті і, як правило, закінчувала сезон у середині турнірної таблиці, допоки не зайняла останнє місце в сезоні 1980 року та не вилетіла до регіональної ліги. Проте, через три роки після цього, клуб Нельсон повернувся до елітного дивізіону.
Виступи клубу у вищому дивізіоні національного чемпіонату носили нерегулярний характер, допоки команда не посіла останнє місце в сезоні 1988 року і знову не вилетіла до регіональної ліги. Але той же самий сценарій повторився знову і, провівши три роки у регіональній лізі, в 1991 році Нельсон Юнайтед знову повертається до елітного дивізіону новозеландського футболу. З тих пір формат турніру почав зазнавати різноманітних змін, сам чемпіонат розділився на вищій дивізіон та закриті регіональні турніри, незважаючи на те, що Нельсон Юнайтед зберіг своє місце в елітному дивізіоні, клуб не зміг виділитися своїми виступами. У 2000 році через фінансові негаразди, Федерація Футболу Нової Зеландії виключила клуб з Національної Ліги.

#### Нельсон Фелконс
Таким чином, місто Нельсон залишилися без представника в найбільшому футбольному змаганні країни. У 2004 році Національна ліга була замінена АСБ Прем'єршипом, турніром із закритою системою, без підвищення у класі або вибуванням до нижчої ліги. У той час, місто не мало жодного наміру подавати заявку для участі свого преставника в турнірі, але коли виникла така можливість в 2009 році в Кентербері Юнайтед ліга погрожувала не допустити команду для участі в змаганні через економічні причини. За цей час Нельсон Сабарбс виграв чотири рази Прем'єр-лігу Мейланду, один з регіональних чемпіонатів Південного острову. У 2012 році місто отримало свого представника у елітному дивізіоні, Нельсон Фелконс, який щоправда приєднається до АСБ Молодіжної Ліги, турніру, в якому беруть участь гравці віком до 20 років. У 2013 році Федерація Футболу Нової Зеландії вперше запланувала зміну складу команд-учасниць турніру, тому місто вирішило подати заяву, щоб зробити можливим присутність Нельсон Фелконс в обох вищих дивізіонах національного чемпіонату. Незважаючи на те, що клубу не дозволили взяти участь в першому дивізіоні, команда зберегла своє місце в резервній лізі. Після свого першого сезону в нерегулярній частині національного чемпіонату, в 2014 році, клуб не зазнав жодної поразки протягом сезону та вийшов до фіналу чемпіонату, де зустрівся з молодіжною командою Окленд Сіті та програв її з рахунком 0:3. У 2015 році він знову став одним з фіналістів турніру і в кінцевому підсумку виграв трофей після перемоги над молодіжною командою Уайтакере Юнайтед, Уайтакере очолював турнірну таблицю протягом переважної частини сезону, але в останніх турах клуб втратив очки у декількох останніх матчах, і цим скористалися Нельсон Фелконс.

### Створення Тасман Юнайтед
Успішні виступи Нельсон Фелконс у АСБ Молодіжній Лізі дозволили Нельсонському Коледжу приєднатися до Національної Футбольної ліги Середніх Шкіл у сезоні 2015 року, в цьому турнірі виступають представники від середніх шкіл з різних куточків країни. З огляду на це, Футбольна Асоціація Нельсон-Бейс у листопаді 2015 року запропонувала свою кандидатуру Федерації Футболу Нової Зеландії. Федерація Футболу Нової Зеландії розробила план по розширенню АСБ Прем'єршипу від восьми до десяти команд-учасниць починаючи з сезону 2016/17 років. Після перемоги над п'ятьма іншими кандидатами, 16 грудня 2015 року Тасман Юнайтед був прийнятий як один з клубів для участі в новому розширеному чемпіонаті.
У квітні 2016 року Річард Андерсон був оголошений тренером клубу, а його помічником став колишній тренер Нельсон Фелконс Давор Тавич. У травні 2016 року першим трансфером клубу став колишній воротар Нельсон Сабарбс Кої Таріпа, який також виступав у складі принципового суперника з Мейленду Кетербері Юнайтед. В наступному місяці, колишній захисник Кетербері Юнайтед та тренер Нельсон Фелконс Марк Джонстон був оголошений першим капітаном клубу. Разом з Джонстоном, півзахисник Райан Стюарт був представлений як нове придбання клубу. Стюарт також тренував команду з Жіночої МПЛ Тасман Юнайтед.

## Склад команди
Станом на 23 червня 2016 року
| № | Поз. | Нац.          | Гравець       |
| - | ---- | ------------- | ------------- |
| — | ВР   | Нова Зеландія | Кої Туріпа    |
| — | ЗХ   | Нова Зеландія | Деніел Аллан  |
| — | ЗХ   | Нова Зеландія | Марк Джонстон |
| — | ЗХ   | Нова Зеландія | Лабу Пан      |
| — | ПЗ   | Нова Зеландія | Берті Фіш     |

| № | Поз. | Нац.               | Гравець       |
| - | ---- | ------------------ | ------------- |
| — | ПЗ   | Нова Зеландія      | Девід Мейсі   |
| — | ПЗ   | Північна Ірландія  | Раян Стюарт   |
| — | ПЗ   | Нова Зеландія      | Метт Тод-Сміт |
| — | НП   | Австралія          | Сем Еєрс      |
| — | НП   | Соломонові Острови | Аткін Кауа    |